# Вараждин Брег
Вараждин Брег је насељено место у саставу општине Горњи Кнегинец у Вараждинској жупанији, Хрватска. До територијалне реорганизације у Хрватској налазио се у саставу старе општине Вараждин.

## Становништво
На попису становништва 2011. године, Вараждин Брег је имао 1.640 становника.

## Попис1991.
На попису становништва 1991. године, насељено место Вараждин Брег је имало 1.237 становника, следећег националног састава:
| Попис 1991.‍   | Попис 1991.‍  | Попис 1991.‍ | Попис 1991.‍ | Попис 1991.‍ |
| ------------- | ------------ | ----------- | ----------- | ----------- |
|               |              |             |             |             |
| Хрвати        | Хрвати       |             | 1.198       | 96,84%      |
| Југословени   | Југословени  |             | 5           | 0,40%       |
| Мађари        | Мађари       |             | 2           | 0,16%       |
| Словенци      | Словенци     |             | 2           | 0,16%       |
| Срби          | Срби         |             | 2           | 0,16%       |
| Црногорци     | Црногорци    |             | 2           | 0,16%       |
| Македонци     | Македонци    |             | 1           | 0,08%       |
| Муслимани     | Муслимани    |             | 1           | 0,08%       |
| неопредељени  | неопредељени |             | 3           | 0,24%       |
| регион. опр.  | регион. опр. |             | 1           | 0,08%       |
| непознато     | непознато    |             | 20          | 1,61%       |
| укупно: 1.237 |              |             |             |             |